# Věž Mošeho Aviva
Věž Mošeho Aviva (hebrejsky מגדל משה אביב‎, migdal Moše Aviv, anglicky Moshe Aviv Tower, známá také jako City Gate) je mrakodrap postavený na prostranství diamantové burzy na Žabotinského ulici v severní části města Ramat Gan v Izraeli. Je to současná nejvyšší izraelská budova a osmá nejvyšší budova Středního východu.

## Stavba
Budova je vysoká 244 metrů a má 74 poschodí (z toho pět v podzemí). Stavba byla inspirovaná známým mrakodrapem Westendstraße 1 ve Frankfurtu nad Mohanem a začala roku 1998. V roce 2003 byla dokončena a začalo její osídlování. Náklady dosáhly 130 milionů dolarů. Užitná plocha je 180 000 m², z nichž 63 000 jsou kanceláře, horních 12 pater (17 000 m²) je obytných. V budově je exkluzívní tělocvična, synagoga, dva bazény a 1230 parkovacích míst. V provozu je 24 výtahů. Je tu zaměstnáno pět tisíc lidí.
Stavba byla pojmenována po jednom z investorů, Mošem Avivovi, který zemřel v průběhu stavby v říjnu 2001.
Nyní se staví nedaleko podobný, stejně vysoký mrakodrap Elite Tower.

## Galerie

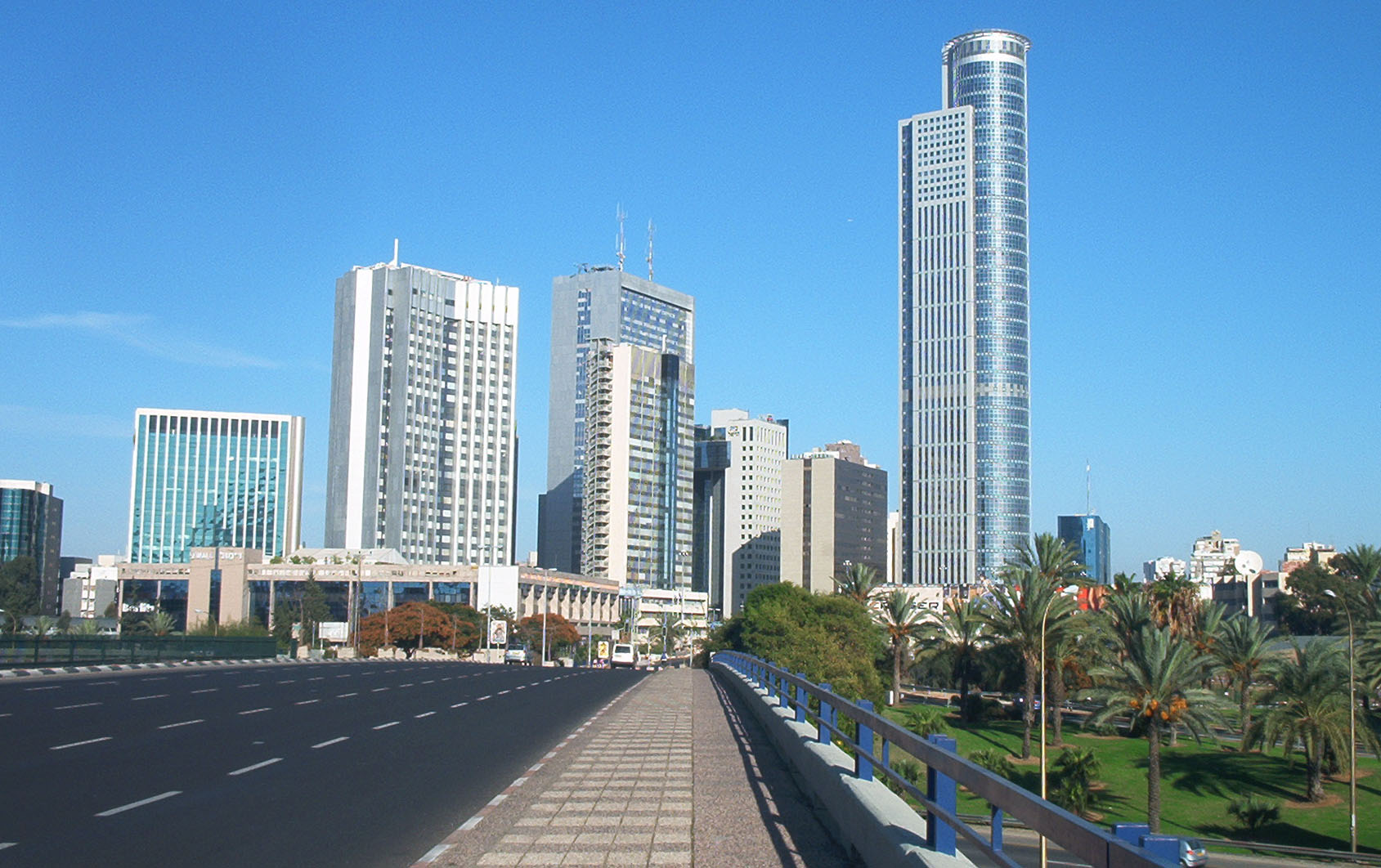
Pohled od západu
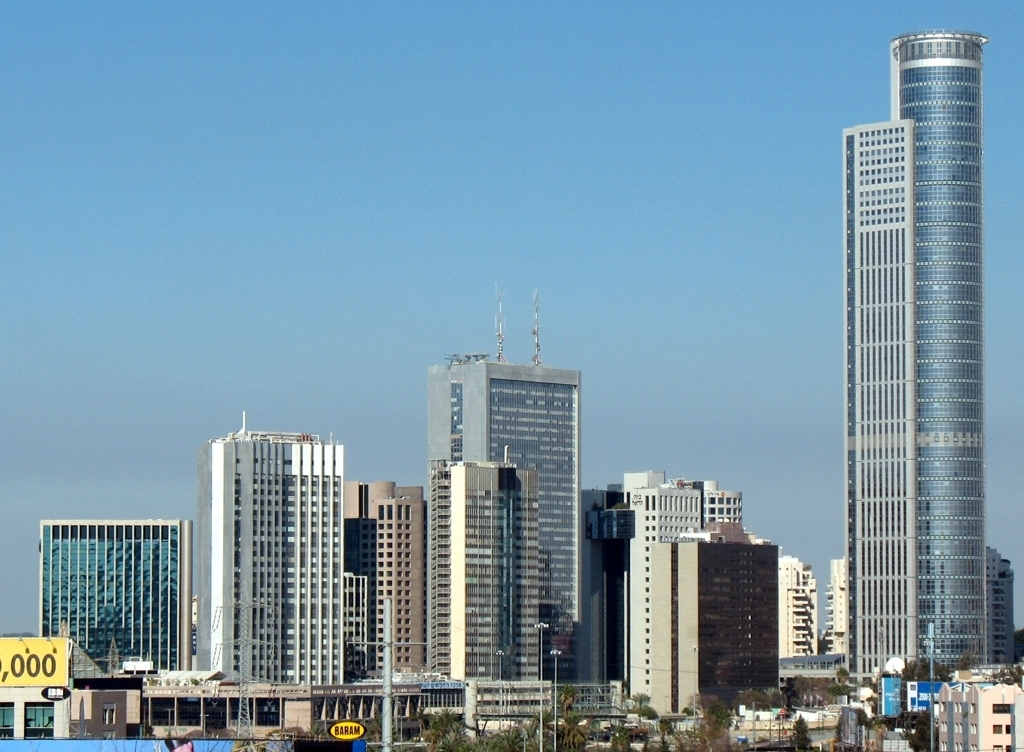
Pohled na Ramat Gan, Avivův mrakodrap vpravo
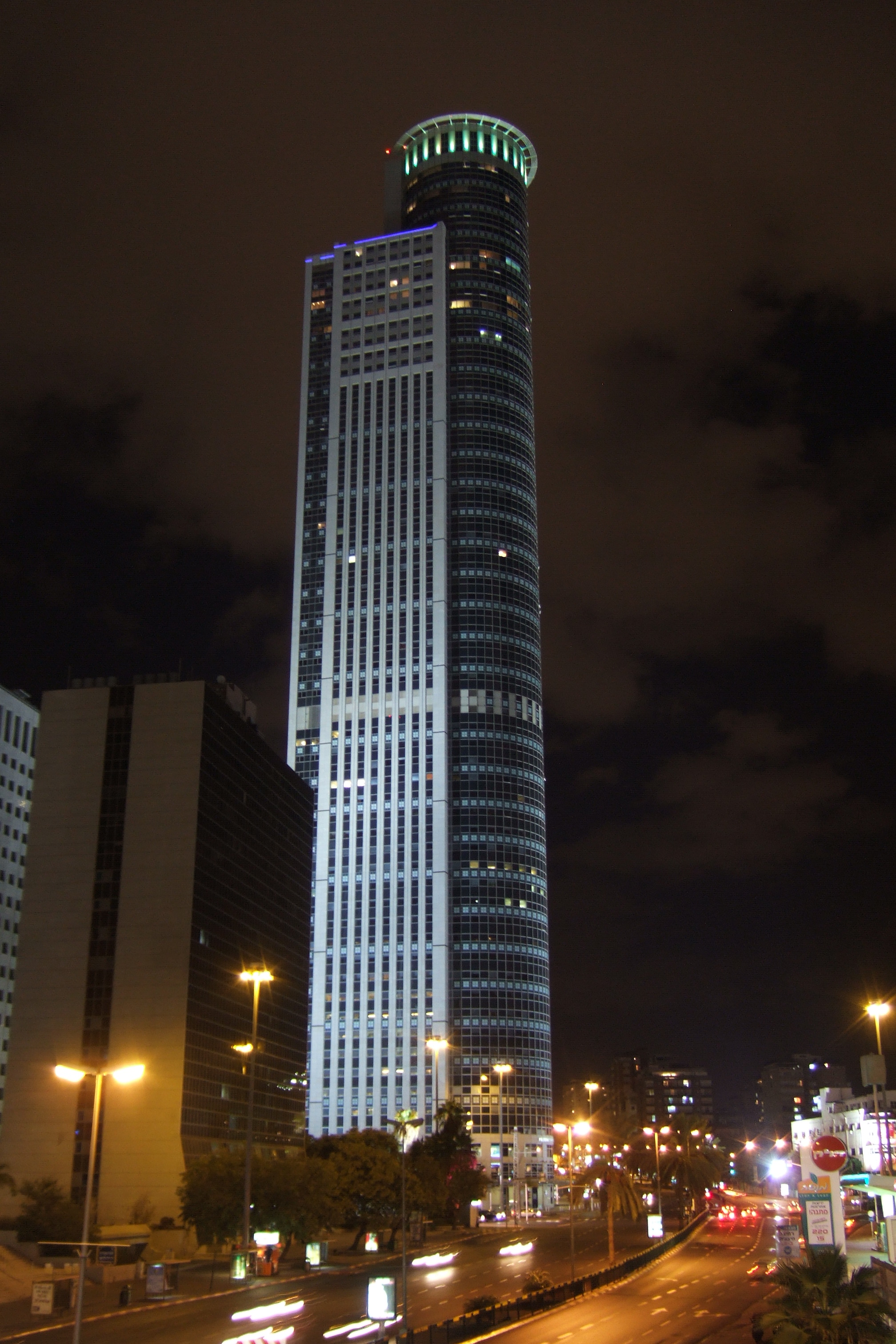
Věž v noci
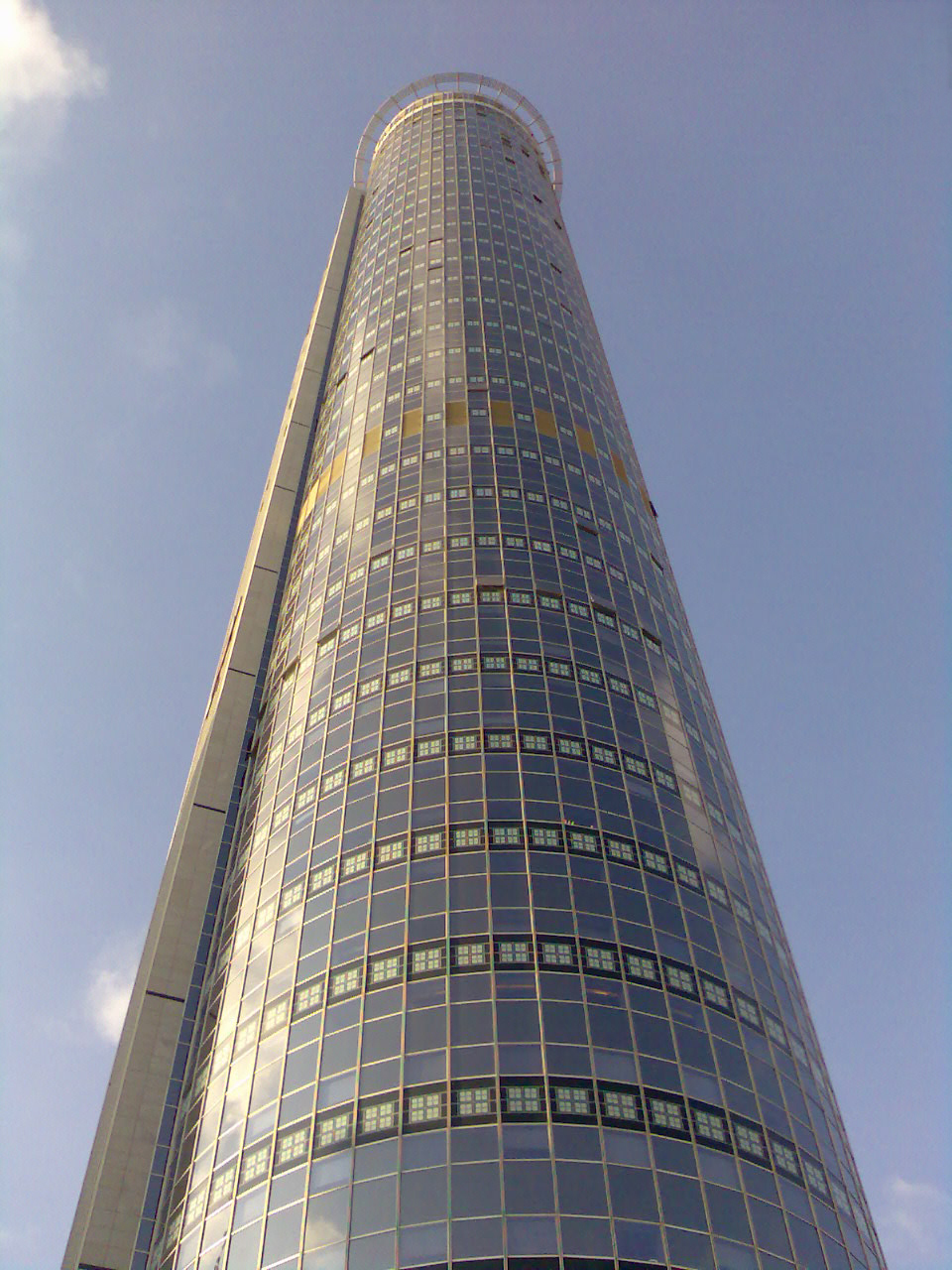